# マリヤ・ユーディナ
マリヤ・ヴェニアミノヴナ・ユーディナ（またはマリア・ユージナ、ロシア語: Мари́я Вениами́новна Ю́дина）（Maria （もしくは Mariya）  Veniaminovna Yudina, 1899年9月9日（ユリウス暦8月28日） - 1970年11月19日 モスクワ）は、ロシアのピアニスト。

## 経歴
1899年、ロシア帝国ヴィテプスク県（現プスコフ州）ネヴェリにユダヤ人の家庭に生まれる(1919年5月に洗礼を受けている)。この県はユダヤ教徒居住区の一部であったが、ベラルーシ南部のネヴェリではない。父のヴェニアミン・ガヴリロヴィチは医者で、労働英雄であった。幼いころから広く音楽に関心があり、最初にピアノを学んだのは6歳の時であった。
1912年にペトログラード音楽院に入学し、ピアノをアンナ・エシポワのクラスで学ぶ。その後、フェリックス・ブルメンフェリト、アナトリー・ドロズドフ、レオニード・ニコラーエフについて広く様々な学科を学んだ。1917年の二月革命のあと、1918年に一時休学したが、1921年に同音楽院を卒業した。同級生にドミートリイ・ショスタコーヴィチやヴラディーミル・ソフロニツキーがいた。そののち1921年に卒業の際、ソフロニツキーとともに金メダルの成績を残した。ペトログラード大学でも学んでいた。
その後、同院で教職に就き、1923年には教授となる。専らバッハやベートーヴェンの解釈で名を残すが、親友ショスタコーヴィチのほかにヒンデミットや新ウィーン楽派の作品など、東西の同時代の音楽も擁護した。バッハのゴルトベルク変奏曲の各変奏にテクストを書き残すなど、彼女にとっては宗教と音楽は一体の存在であった。このような姿勢や、ユダヤ人でありながら公然と正教を信仰し、クリューエフ、マンデリシュターム夫妻を援助するなどの反体制的言動が仇となり、教育活動や演奏活動を禁じられたことは一度や二度ではなかった。しかしスターリンのお気に入りのピアニストであり続け、ユーディナの弾くモーツァルトを聴いて涙を流すこともあったほどだった。
1970年に死去。葬儀ではリヒテルがラフマニノフを演奏した。
ユーディナの演奏は、超絶技巧と精神性、精悍なまでの力強さ、そして知性と精神力が特徴的である。1998年以来「マリア・ユーディナ国際ピアノコンクール」が開催されていたが、2015年で閉会した。

## 関連文献
- カテリーナ・クラーク／マイケル・ホルクイスト共著（川端香男里／鈴木晶共訳）『ミハイール・バフチーンの世界』せりか書房、1990年
- Volkov, Solomon (2007). Shostakovich and Stalin: The Extraordinary Relationship Between the Great Composer and the Brutal Dictator. London, England: Knopf Doubleday Publishing Group. ISBN 978-0-307-42772-4.
- Frolova-Walker, Martina (2016). Stalin's Music Prize. New Haven, Connecticut: Yale University Press. ISBN 978-0-300-20884-9.
- Monsaingeon, B. (2001). Sviatoslav Richter. Notebooks and Conversations. Faber & Faber Ltd.